# L'Isle-sur-Serein
L'Isle-sur-Serein es una localidad y comuna francesa situada en la región de Borgoña, departamento de Yonne, en el distrito de Avallon y cantón de L'Isle-sur-Serein.

## Demografía
| 801 | 877 | 878 | 855 | 865 | 953 | 951 | 945 | 843 | 854 | 912 | 922 | 912 | 969 | 979 | 917 | 901 | 884 | 853 | 777 | 589 | 543 | 576 | 575 | 550 | 455 | 467 | 450 | 494 | 524 | 533 | 716 | 758 |
| Para los censos de 1962 a 1999 la población legal corresponde a la población sin duplicidades (Fuente: INSEE [Consultar]) |     |     |     |     |     |     |     |     |     |     |     |     |     |     |     |     |     |     |     |     |     |     |     |     |     |     |     |     |     |     |     |     |

Gráfico de evolución de la población de la comuna desde 1793

## Lugares y monumentos

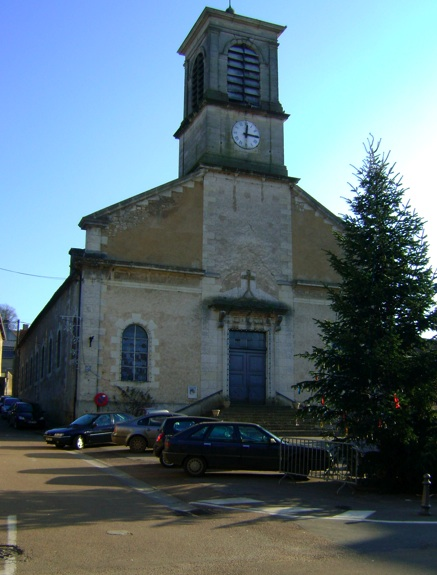
Iglesia
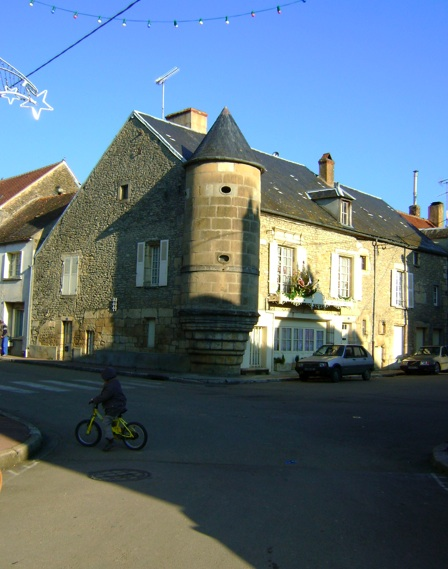
La torre Amyot
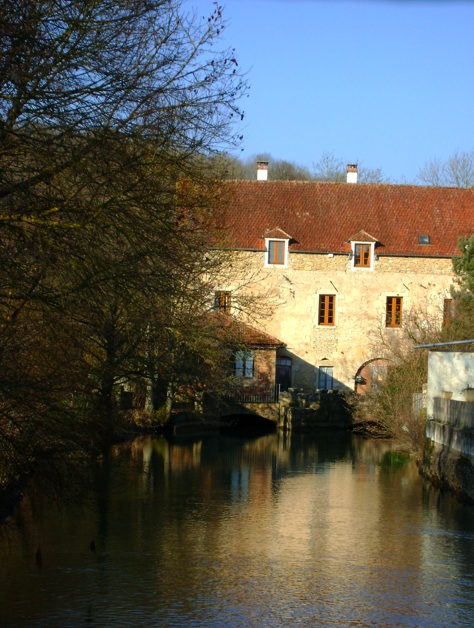
Viejo molino hidráulico
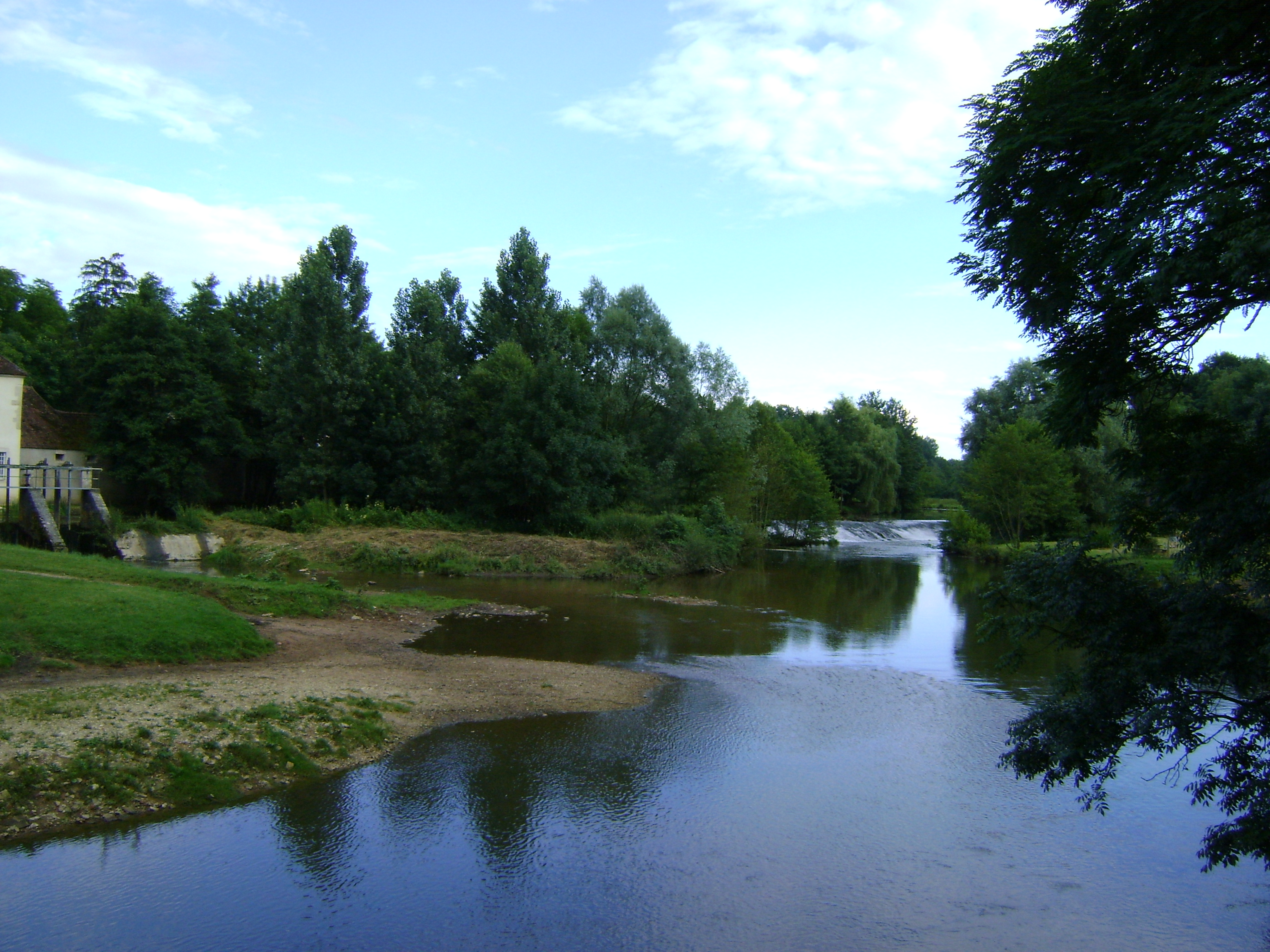
Les Antes